# Empecamenta bennigseni
Empecamenta bennigseni är en skalbaggsart som beskrevs av Brenske 1898. Empecamenta bennigseni ingår i släktet Empecamenta och familjen Melolonthidae. Inga underarter finns listade i Catalogue of Life.